# Graphium (lepkenem)
A Graphium a rovarok (Insecta) osztályának lepkék (Lepidoptera) rendjébe, ezen belül a pillangófélék (Papilionidae) családjába tartozó nem.

## Előfordulásuk
A Graphium-fajok előfordulási területe Eurázsia, Afrika és Óceánia trópusi és szubtrópusi részein lévő esőerdők és szavannák. Gyakran a sáros pocsolyák szélén láthatók, amint ásványokat szívnak fel.

## Tápnövényeik
Ez a lepkenem nagyon széles elterjedéssel rendelkezik, emiatt a benne levő fajok hernyói igen változatos növényzettel táplálkozhatnak. Ezek a legfőbb tápnövénycsaládok: annónafélék (Annonaceae), liliomfafélék (Magnoliaceae), babérfélék (Lauraceae), rutafélék (Rutaceae), jamszgyökérfélék (Dioscoreaceae), gyapjúfaformák (Bombacoideae), borsfélék (Piperaceae), szömörcefélék (Anacardiaceae), meténgfélék (Apocynaceae), malpighicserjefélék (Malpighiaceae), Hernandiaceae, Guttiferae, Monimiaceae, csavarpálmafélék (Pandanaceae), Winteraceae és kutyatejfélék (Euphorbiaceae).

## Rendszerezés
A nembe az alábbi 5 alnem és 99-100 faj tartozik:
- Idaides - alnem
  - codrus csoport
    - Graphium anthedon (C. & R. Felder, 1864)
    - Graphium cloanthus (Westwood, 1841)
    - Graphium codrus (Cramer, [1777])
    - Graphium empedocles (Fabricius, 1787) - lehet, hogy azonos a G. empedovanával
    - Graphium empedovana (Corbet, 1941)
    - Graphium gelon (Boisduval, 1859)
    - Graphium macleayanus (Leach, 1814)
    - Graphium mendana (Godman & Salvin, 1888)
    - Graphium monticolus (Fruhstorfer, 1896)
    - Graphium sarpedon (Linnaeus, 1758) - típusfaj
    - Graphium stresemanni (Rothschild, 1916)
    - Graphium weiskei (Ribbe, 1900)

  - eurypylus csoport
    - Graphium agamemnon (Linnaeus, 1758)
    - Graphium arycles (Boisduval, 1836)
    - Graphium bathycles (Zinken, 1831)
    - Graphium chironides (Honrath, 1884)
    - Graphium doson (C. & R. Felder, 1864)
    - Graphium eurypylus (Linnaeus, 1758)
    - Graphium evemon (Boisduval, 1836)
    - Graphium leechi (Rothschild, 1895)
    - Graphium macfarlanei (Butler, 1877)
    - Graphium meeki (Rothschild & Jordan, 1901)
    - Graphium meyeri (Hopffer, 1874)
    - Graphium procles (Grose-Smith, 1887)

  - wallacei csoport
    - Graphium browni (Godman & Salvin, 1879)
    - Graphium hicetaon (Mathew, 1886)
    - Graphium sandawanum Yamamoto, 1977
    - Graphium wallacei (Hewitson, 1858)
- Arisbe Hübner, [1819] - alnem
  - antheus csoport
    - Graphium antheus (Cramer, [1779])
    - Graphium evombar (Boisduval, 1836)

  - policenes csoport
    - Graphium biokoensis Gauthier, 1984
    - Graphium colonna (Ward, 1873)
    - Graphium gudenusi (Rebel, 1911)
    - Graphium illyris (Hewitson, 1872)
    - Graphium junodi (Trimen, 1893)
    - Graphium kirbyi (Hewitson, 1872)
    - Graphium liponesco (Suffert, 1904)
    - Graphium policenes (Cramer, [1775])
    - Graphium policenoides (Holland, 1892)
    - Graphium polistratus (Grose-Smith, 1889)
    - Graphium porthaon (Hewitson, 1865)

  - angolanus csoport
    - Graphium angolanus (Goeze, 1779)
    - Graphium endochus (Boisduval, 1836)
    - Graphium morania (Angas, 1849)
    - Graphium ridleyanus (White, 1843)
    - Graphium schaffgotschi (Niepelt, 1927)
    - Graphium taboranus (Oberthür, 1886)

  - leonidas csoport
    - Graphium cyrnus (Boisduval, 1836)
    - Graphium leonidas (Fabricius, 1793)
    - Graphium levassori Oberthür, 1890

  - tynderaeus csoport
    - Graphium tynderaeus (Fabricius, 1793)
    - Graphium latreillianus (Godart, 1819)

  - philonoe csoport
    - Graphium philonoe (Ward, 1873)

  - adamastor csoport
    - Graphium abri Smith & Vane-Wright, 2001
    - Graphium adamastor (Boisduval, 1836)
    - Graphium agamedes (Westwood, 1842)
    - Graphium almansor (Honrath, 1884)
    - Graphium auriger (Butler, 1876)
    - Graphium aurivilliusi (Seeldrayers, 1896)
    - Graphium fulleri (Grose-Smith, 1883)
    - Graphium hachei (Dewitz, 1881)
    - Graphium kigoma Carcasson, 1964
    - Graphium olbrechtsi Berger, 1950
    - Graphium poggianus (Honrath, 1884)
    - Graphium rileyi Berger, 1950
    - Graphium schubotzi (Schultze, 1913)
    - Graphium simoni (Aurivillius, 1899)
    - Graphium ucalegon (Hewitson, 1865)
    - Graphium ucalegonides (Staudinger, 1884)
- Pathysa - alnem
  - antiphates csoport
    - Graphium agetes (Westwood, 1841)
    - Graphium androcles (Boisduval, 1836)
    - Graphium antiphates (Cramer, [1775])
    - Graphium aristeus (Stoll, [1780])
    - Graphium decolor (Staudinger, 1888)
    - Graphium dorcus (de Haan, 1840)
    - Graphium epaminondas (Oberthür, 1879)
    - Graphium euphrates (C. & R. Felder, 1862)
    - Graphium euphratoides (Eimer, 1889)
    - Graphium nomius (Esper, 1799)
    - Graphium rhesus (Boisduval, 1836)
    - Graphium stratiotes (Grose-Smith, 1887)
- Paranticopsis Wood-Mason & de Nicéville, 1887 - alnem
  - Graphium delessertii (Guérin-Méneville, 1839)
  - Graphium deucalion (Boisduval, 1836)
  - Graphium encelades (Boisduval, 1836)
  - Graphium idaeoides (Hewitson, 1853)
  - Graphium macareus (Godart, 1819)
  - Graphium megaera (Staudinger, 1888)
  - Graphium megarus (Westwood, 1844)
  - Graphium ramaceus (Westwood, 1872)
  - Graphium phidias (Oberthür, 1906)
  - Graphium stratocles (C. & R. Felder, 1861)
  - Graphium thule (Wallace, 1865)
  - Graphium xenocles (Doubleday, 1842)
- Pazala Moore, 1888 - alnem
  - Graphium alebion (Gray, [1853])
  - Graphium eurous (Leech, [1893])
  - Graphium glycerion (Gray, 1831)
  - Graphium incerta Bang-Haas, 1927
  - Graphium mandarinus (Oberthür, 1879)
  - Graphium mullah (Alpheraky 1897)[3][4][5]
  - Graphium tamerlana (Oberthür, 1876)

### Fordítás
- Ez a szócikk részben vagy egészben  a   Graphium (butterfly) című angol Wikipédia-szócikk ezen változatának fordításán alapul.  Az eredeti cikk szerkesztőit annak laptörténete sorolja fel. Ez a jelzés csupán a megfogalmazás eredetét és a szerzői jogokat jelzi, nem szolgál a cikkben szereplő információk forrásmegjelöléseként.